# Хэминшань

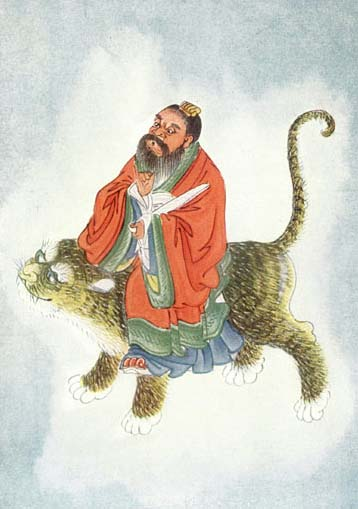
Чжан Даолин, первый небесный наставник

Хэминшань (кит. 鹤鸣山, пиньинь Hèmíng Shān), также Хуминшань {鹄鸣山)  — гора высотой от 600 до 1330 м, находится в уезде Даи, к западу (около 70 км) от Чэнду,  китайская провинция Сычуань. Административно территория горы подчинена городу Чэнду.
Согласно даосской традиции,  в 142 году на этой горе к патриарху Чжан Даолину снизошёл с Небес лично Лао-цзы, даровав ему посвящение в Небесные Наставники. Это событие послужило началом даосской Школы Небесных Наставников (см. Пять Ковшей Риса), одного из направлений даосизма которое существует до настоящего времени.  Лао Цзы рассказав ему о смене эпох и наступлении новой эры Великого Мира. Лао-цзы объяснил ему, что по этой причине он обрёл следующее рождение, образовав «Истинное Одно, единосущное с [высшими] Силами» . В результате этого Чжан Даолин и его последователи получают поддержку небесных сил, управляющих судьбами человечества.
Название горы ассоциируется с зовом журавля. Гора имеет два пика и холм между ними, пики ассоциируют с крыльями журавля, а холм - с головой.
К северу от этой горы находится горная система Цинчэншань, где Чжан Даолин основал храмовый комплекс. 
Считается, что на этой жили также знаменитые даосы Чэнь Туань, Ду Гуантин (杜光庭, 850-933) и Чжан Саньфэн. Гору посещали также императоры, в частности Юнлэ.
Во время культурной революции храмы были разрушены, но частично восстановлены после 1990 года.

## Состав храмового комплекса
На горе Хэминшань  расположено множество храмов,  в том числе 
1. Храм Трёх Дворцов Саньгунмяо (三宫庙)
2. Дворец Бога Литературы Вэньчана Вэньчангун (文昌宫)
3. Дворец Великой чистоты Тайцингун (太清宫)
4. Павильон Разъяснения Основы  Цзеюаньтин (解元亭)
5. Павильон Восьми Триграмм Багуатин (八卦亭)
6. Павильон Встречи с Бессмертными Хуаньсяньгэ (迎仙阁)

В самой горе расположены 24 пещеры. 